# SC Vorwärts Zerbst
Der SC Vorwärts Zerbst war ein Arbeitersportverein aus der Stadt Zerbst/Anhalt im heutigen Sachsen-Anhalt. Seine Fußballmannschaft nahm in der Weimarer Republik am Spielbetrieb und an den Meisterschaftsrunden des ATSB teil.

## Geschichte
Der Verein wurde 1912 in Zerbst gegründet. Er gehörte zum ATSB-Regionalverband Mitteldeutsche Spielvereinigung und spielte im 2. ATSB-Kreis, der die preußische Provinz Sachsen sowie die Länder Anhalt und Braunschweig abdeckte.
In der Spielzeit 1920/21 belegte der SC Vorwärts Zerbst den dritten Rang im 2. ATSB-Kreis. Als ATSB-Kreismeister in der Spielzeit 1921/22 nahm der Verein an der mitteldeutschen ATSB-Verbandsmeisterschaft teil und unterlag im mitteldeutschen Endspiel dem späteren deutschen ATSB-Meister TB Leipzig-Stötteritz mit 0:5. In der Spielzeit 1930/31 erreichte der Verein noch einmal den dritten Rang im 2. ATSB-Kreis.
Nach der Machtergreifung der Nationalsozialisten wurde der Verein 1933 verboten und aufgelöst.